# Batalha de Vigo
A Batalha de Vigo, também conhecida como Batalha de Rande, foi uma importante batalha naval que teve lugar no Estreito de Rande e na Enseada de São Simão, no interior da Ria de Vigo, na Galícia, Espanha. O evento ocorreu em 23 de outubro de 1702 e defrontou às esquadras das coalizões anglo-holandesa e hispano-francesa, dentro do contexto da Guerra de Sucessão Espanhola. O confronto ocorreu após uma tentativa anglo-holandesa de capturar o porto espanhol de Cádiz em setembro, em um esforço para garantir uma base naval na Península Ibérica. Dessa estação, os aliados esperavam conduzir operações no Mar Mediterrâneo ocidental, particularmente contra os franceses em Toulon. O ataque anfíbio, no entanto, provou ser um desastre, mas quando o almirante George Rooke recuou para casa no início de outubro, ele recebeu a notícia de que a frota de tesouros espanhola do América, carregada de prata e mercadorias, havia entrado na Baía de Vigo no norte da Espanha. Philips van Almonde convenceu Rooke a atacar os navios de tesouro, apesar do ano estar no final e do fato que os navios estavam protegidos por navios de linha franceses.
As frotas francesa e espanhola buscaram segurança atrás de uma barreira com baterias gêmeas. No entanto, os fuzileiros navais aliados capturaram as baterias do porto enquanto um navio aliado quebrou a barreira. A principal frota anglo-holandesa então atacou a frota francesa em menor número e imobilizada. Os franceses renderam seis navios de linha e outros foram destruídos.
O engajamento foi um sucesso naval esmagador para os aliados: toda a frota de escolta francesa, sob o comando de François Louis Rousselet de Châteaurenault, juntamente com os galeões espanhóis e transportes sob o comando de Manuel de Velasco y Tejada, foram capturados ou destruídos. No entanto, como a maior parte do tesouro havia sido descarregada antes do ataque, capturar grande parte da carga de prata escapou a Rooke. No entanto, a vitória foi um impulso bem-vindo ao moral dos aliados e ajudou a persuadir o rei português Pedro II a abandonar seu tratado anterior com os franceses e se juntar à Grande Aliança (Liga de Augsburgo).

## Antecedentes
A ascensão do Bourbon Filipe V ao trono espanhol, em 1700, despertou pouca oposição na Espanha. No império hispano-americano, no entanto, oficiais e colonos resistiram às tentativas francesas de assumir seu comércio. Comerciantes holandeses e ingleses, embora oficialmente ilegais, foram aceitos pelos espanhóis, mas no Caribe, almirantes franceses que tinham vindo para "proteger" a prata espanhola para a Europa eram vistos com intensa suspeita. O primeiro esquadrão francês partiu em abril de 1701, sob o comando de Alain Emmanuel de Coëtlogon, Marquês de Coëtlogon, mas os governadores espanhóis nem mesmo permitiram que ele comprasse mantimentos. Coëtlogon retornou de mãos vazias. No entanto, a fraqueza da marinha espanhola deixou o governo em Madri com pouca escolha a não ser confiar em navios de guerra franceses para serviço de escolta. Todos os esforços foram feitos para garantir que o ouro fosse desembarcado na Espanha em vez da França, de onde poderia nunca retornar.
A campanha naval de 1702 foi, portanto, conduzida em dois teatros distantes na América e na Espanha, ligados entre si pela trilha dos navios de tesouro espanhóis através do Atlântico. O teatro americano se tornou uma cena lembrada por muito tempo na tradição popular inglesa após a ação de agosto de 1702 do Almirante John Benbow em Santa Marta. No entanto, o principal esforço da Marinha Real Britânica não foi ao largo da Terra Firme espanhola na América, mas ao largo das costas espanholas na Europa. Sob a liderança do Rei Guilherme III, as potências marítimas, Inglaterra e República Holandesa, escolheram uma estratégia do Mediterrâneo para as frotas aliadas, uma política continuada pelos sucessores de Guilherme após sua morte em março de 1702. Esperava-se que essa estratégia encorajasse Portugal a se juntar aos aliados, abrir o Estreito de Gibraltar e garantir o poder naval inglês no Mediterrâneo. Seus aliados, os austríacos, também clamavam por uma presença naval no Mediterrâneo para ajudá-los a atingir suas próprias ambições primárias, a captura das províncias da Espanha na Itália. Para atingir esses objetivos, as frotas anglo-holandesas precisariam primeiro tomar um porto na Península Ibérica de onde seus navios pudessem operar. Os Aliados, portanto, resolveram realizar uma expedição, liderada pelo Almirante George Rooke, para capturar o porto espanhol de Cádiz, e de uma só vez cortar o comércio transatlântico da Espanha.

## Preparação

### Frota da prata da América

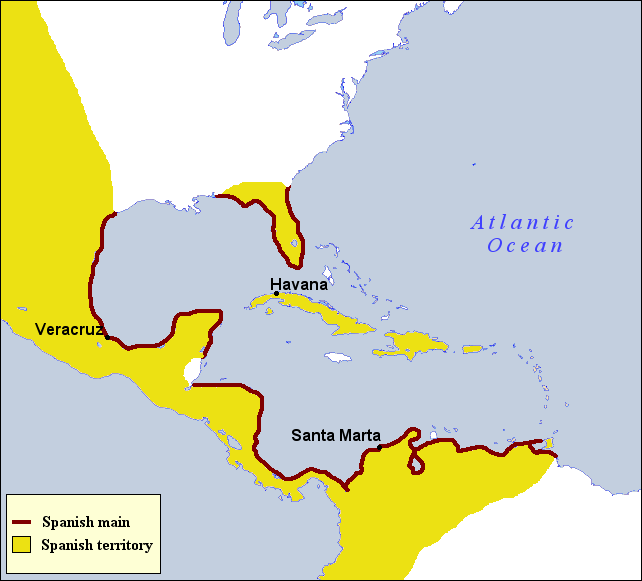
A Terra firme espanhola.

Em 11 de junho de 1702, a frota de prata espanhola da Nova Espanha partiu de Veracruz sob escolta de uma esquadra francesa comandada pelo almirante François Louis de Rousselet, Marquês de Châteaurenault. Os navios espanhóis eram comandados por Manuel de Velasco y Tejada no seu galeão armado, o Jesús María y José, um dos três navios que formavam a Armada de Barlovento cuja tarefa era era para proteger a frota. Todo o comboio chegou a Havana em 7 de julho, antes de partir para o outro lado do Atlântico no dia 24. A frota era composta por 56 navios: 22 eram espanhóis e o restante era francês, incluindo um grande número de navios mercantes que, no final da viagem, partiram para a França assim que sua segurança no outro lado do Atlântico foi garantida.
Quando Châteaurenault partiu para o Caribe em 1701, a guerra entre a França e as Potências Marítimas ainda não havia sido declarada, mas o comboio havia recebido notícias do início das hostilidades e do bloqueio de Cádiz por Rooke, o destino habitual da frota da prata da América. Estava claro, portanto, que um novo porto seria necessário. Velasco considerou o pequeno porto de Los Pasajes, mas Châteaurenault preferiu Brest, La Rochelle ou mesmo Lisboa. Um acordo foi apresentado e, em 23 de setembro, a frota franco-espanhola entrou na Baía de Vigo na Galícia. Houve, no entanto, um atraso considerável no descarregamento da carga. Todo o aparato administrativo normalmente presente no descarregamento (inspetores, avaliadores, funcionários reais, etc.), estava em Sevilha e Cádiz, tendo que ser aguardado antes que qualquer coisa pudesse ser desembarcada. Quando o descarregamento finalmente começou, descobriu-se que faltavam meios de transporte para as mercadorias. Como resultado, a prioridade foi dada à prata, que foi descarregada primeiro e despachada para o interior para Lugo.

### Perseguição aliada

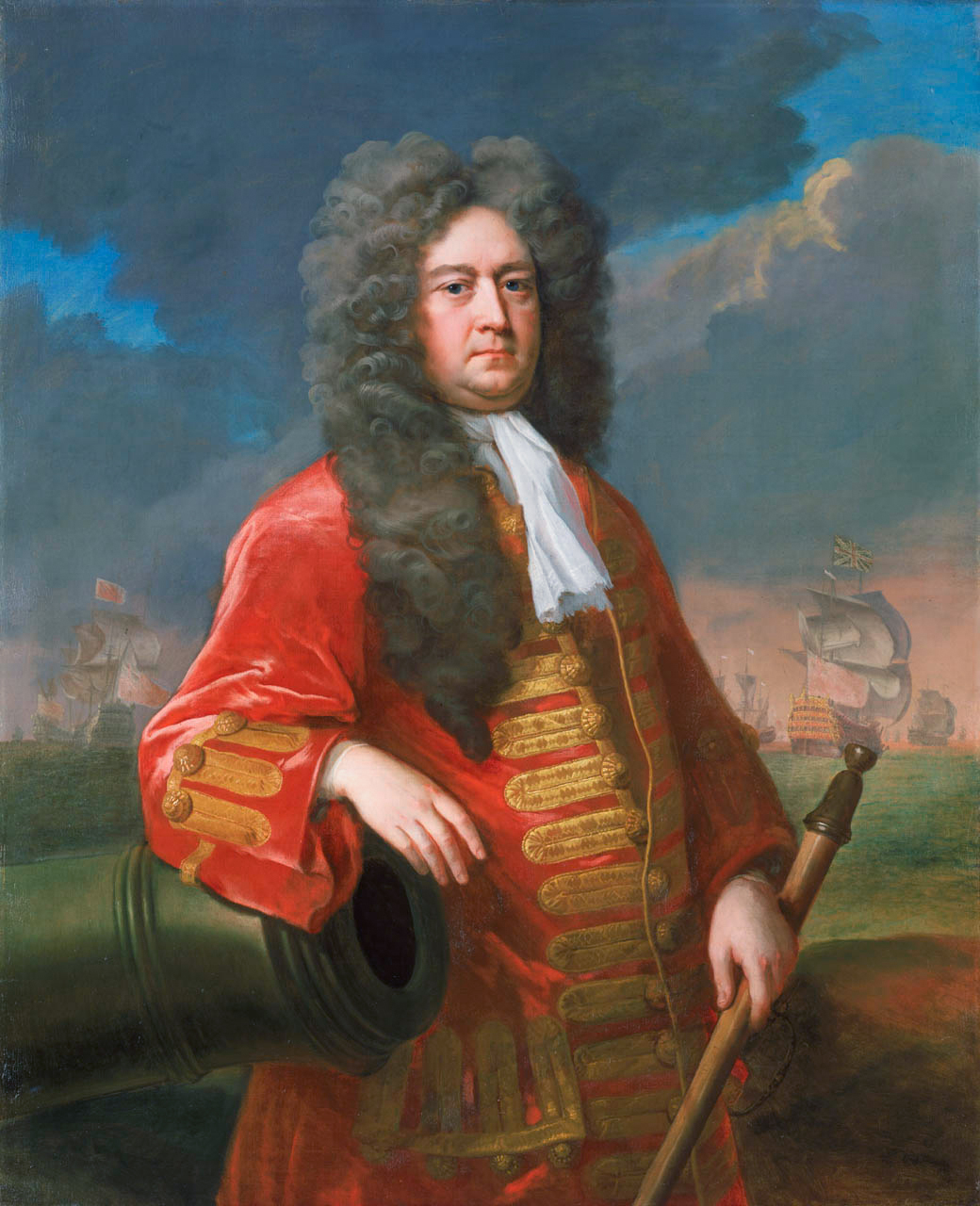
Almirante George Rooke (1650–1709) por Michael Dahl.

Em meados de outubro, o governo inglês soube da presença espanhola na Baía de Vigo e imediatamente enviou mensageiros para vasculhar os mares em busca de Rooke e do Almirante Cloudesley Shovell, o último dos quais estava navegando com seu esquadrão em Ushant. A essa altura, Rooke estava voltando para casa da desastrosa campanha contra Cádiz, que, devido à falta de disciplina e à fraca cooperação, forçou o Almirante a abandonar a empreitada no final de setembro. Por sorte, no entanto, Rooke já havia recebido as notícias do comboio espanhol de um de seus próprios navios: o Capitão Thomas Hardy no Pembroke que havia ficado para trás para atracar no porto português de Lagos. O capelão de Pembroke, um homem de Jersey chamado Beauvoir, soube pelo orgulhoso cônsul francês dos navios do tesouro no porto, cujas notícias foram confirmadas a Beauvoir por um mensageiro da Embaixada Imperial em Lisboa. Imediatamente, Hardy saiu em perseguição e pegou Rooke em 17 de outubro a tempo de impedi-lo de cruzar a Baía da Biscaia. O almirante Rooke registrou em seu diário:
Sob consideração da inteligência trazida ao Capitão Hardy do Pembroke ... Está decidido que façamos o melhor caminho até o porto de Vigo e os insultemos imediatamente com toda a nossa linha, se não por destacamentos que tornem a tentativa mais eficaz.
Rooke enviou navios para explorar a foz da Baía de Vigo. Um grupo de desembarque havia obtido informações de um frade capturado de que a parte do tesouro do rei Filipe já havia sido desembarcada, mas que muita riqueza ainda havia sido deixada a bordo dos navios espanhóis.

## A Batalha

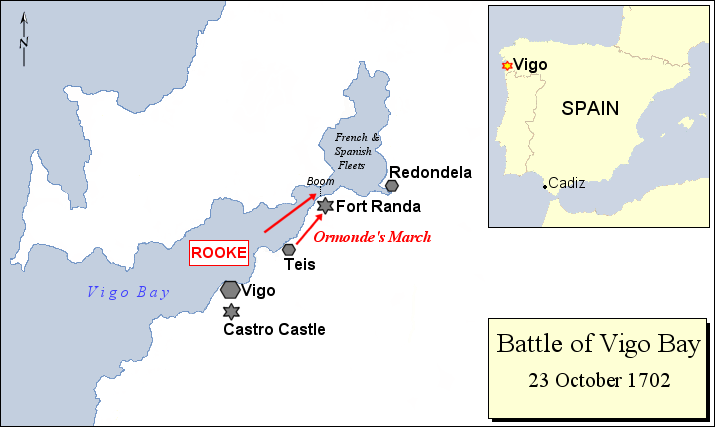
Batalha da Baía de Vigo, 1702. A cidade murada de Vigo fica aproximadamente na metade da baía.

Na noite de 22 de outubro, a frota anglo-holandesa entrou na Ria de Vigo e navegou passando pelos dois fortes da cidade que atiraram neles enquanto passavam. No final da baía, a frota francesa e os navios de tesouro espanhóis estavam no porto de Redondela, cercados pelas montanhas galegas. Châteaurenault assumiu o comando das medidas defensivas e bloqueou a entrada estreita, através do Estreito de Rande, com uma barreira de navegação feita em grande parte de madeira e com uma corrente firmemente amarrada. Na extremidade norte da barreira estava posicionada uma bateria de canhões que, de acordo com o diário de Rooke, compreendia "quinze ou dezesseis" canhões. Na extremidade sul ficava o Forte Rande, um pouco acima do mar, consistindo em uma forte torre de pedra com plataformas construídas para os canhões. O espaço entre a torre e a beira da água consistia em um recinto fortificado, no fundo do qual ficava uma bateria comandando os estreitos. No total, as fortificações de Rande foram armadas com mais de 30 canhões. Para suplementar as tropas francesas da frota, uma série de impostos foram levantados pelo Príncipe de Barbançon, governador e capitão-general da Galícia.
A bordo do Royal Sovereign, um conselho de guerra aliado discutiu as opções para o ataque. O plano era destruir a barreira com navios ingleses e holandeses, enquanto as tropas da frota silenciariam as defesas da costa. Mas o encontro naval não seria um engajamento convencional de linha de batalha: a Baía de Vigo não permitia espaço para a implantação de uma linha de batalha, então Rooke teve que adaptar suas táticas às exigências da situação. Rooke registrou em seu diário:
Após consideração da posição atual do esquadrão de Monsieur Châteaurenault ... e em relação a toda a frota não pode, sem grande risco de ficar amontoada, tentar atacá-los onde eles estão: está decidido enviar um destacamento de quinze navios ingleses e dez holandeses da linha de batalha com todos os navios incendiários, para usar seus melhores esforços para tomar ou destruir os navios supracitados do inimigo ...

### Rompendo a barreira

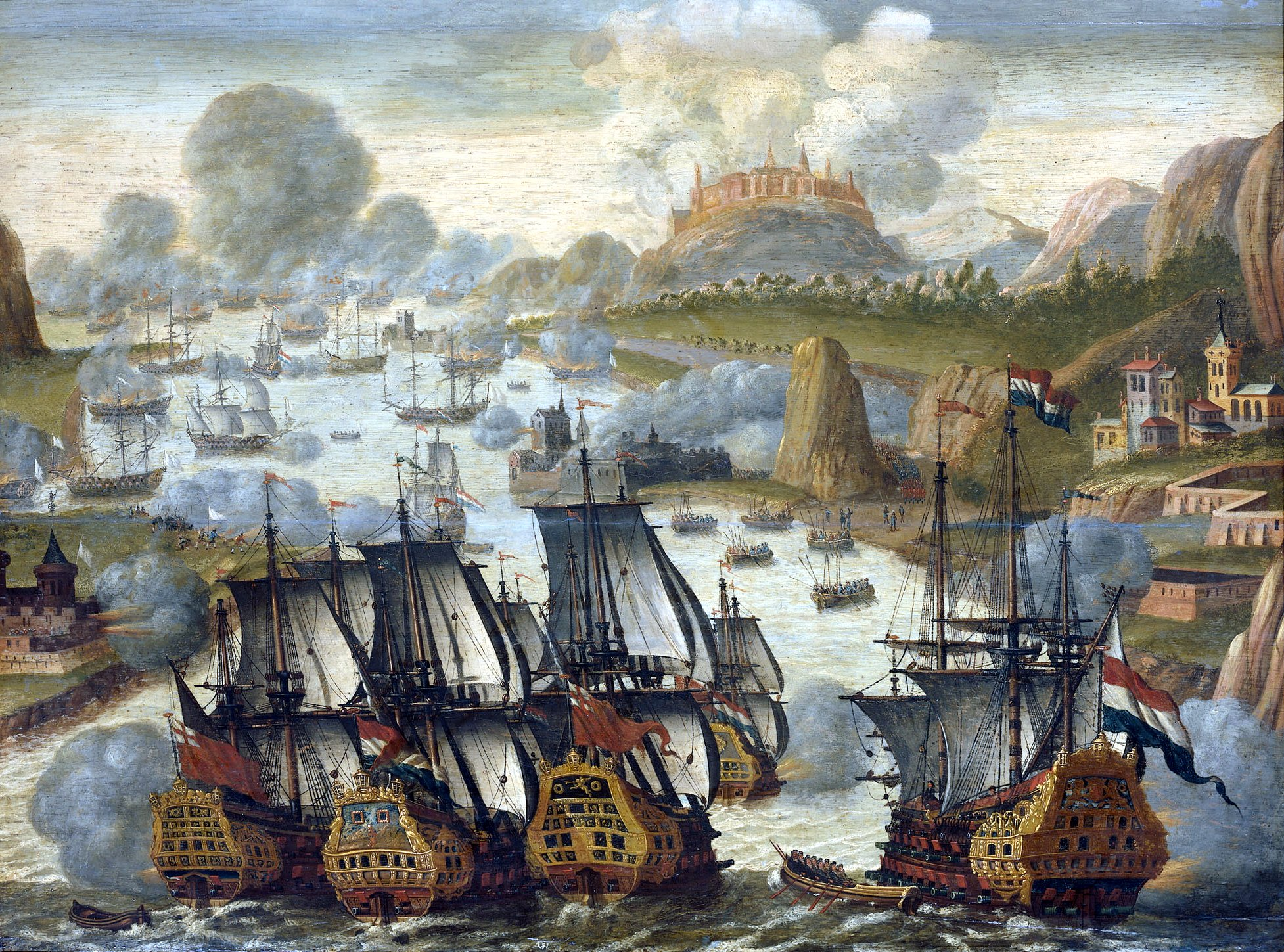
Batalha Naval da Baía de Vigo, 23 de Outubro de 1702. Episódio da Guerra da Sucessão Espanhola, Anônimo.

No início da manhã de 23 de outubro, o vice-almirante Thomas Hopsonn no Torbay liderou o ataque à barreira, seguido de perto por um forte esquadrão de seus navios ingleses e de embarcações holandesas sob o comando do vice-almirante Philips van der Goes. Perto de cada extremidade da barreira, Châteaurenault havia atracado dois de seus maiores navios de guerra: o Bourbon e o Esperance. Dentro da barreira, ele havia atracado cinco outros grandes navios de guerra com suas laterais voltadas para a entrada.
Enquanto isso, Jaime Butler, 2.º Duque de Ormonde desembarcou com cerca de 2.000 homens na costa perto de Teis e marchou para o Forte Rande. Ormonde enviou Richard Boyle, 2º Visconde Shannon com a vanguarda de granadeiros para atacar a posição, defendida por várias centenas de soldados. O muro que cercava a ala externa foi invadido, e a bateria do mar silenciou a tempo de ajudar a quebrar a barreira pelos navios. A torre, defendida por aproximadamente 300 militares franco-espanhóis, resistiu um pouco mais, mas também caiu para os granadeiros aliados. Enquanto os canhões da costa sul estavam sendo atacados pelos homens de Ormonde, a Associação de 90 canhões atacou e silenciou a bateria menor do norte do outro lado da baía.
O Torbay, favorecido por uma lufada de vento, colidiu com a barreira. Ela rachou, e o navio flutuou entre o esquadrão francês à frente. No entanto, uma queda repentina na brisa impediu que qualquer outro navio aliado o seguisse, e Hopsonn se viu temporariamente em menor número. Um navio de fogos foi colocado ao lado do Torbay, incendiando-o. Felizmente para Hopsonn, o navio de fogos, carregado com rapé das Índias Espanholas, explodiu de repente, e uma grande nuvem envolveu o navio inglês, extinguindo parcialmente as chamas, permitindo assim que a tripulação controlasse o incêndio. De acordo com o diário de Rooke, 53 homens se afogaram no incidente, mas quando a brisa aumentou, os outros navios aliados conseguiram atravessar a barreira e se envolver com o inimigo.
Com a barreira quebrada e os fortes silenciados, a frota franco-espanhola estava perdida. Oferecendo pouca resistência, os homens de Châteaurenault atearam fogo em seus próprios navios no porto e buscaram segurança na costa. Os marinheiros aliados trabalharam a noite toda para salvar suas presas e, pela manhã, não havia um único navio francês ou espanhol que não tivesse sido capturado ou destruído.

## Consequências

### Perdas e ganhos

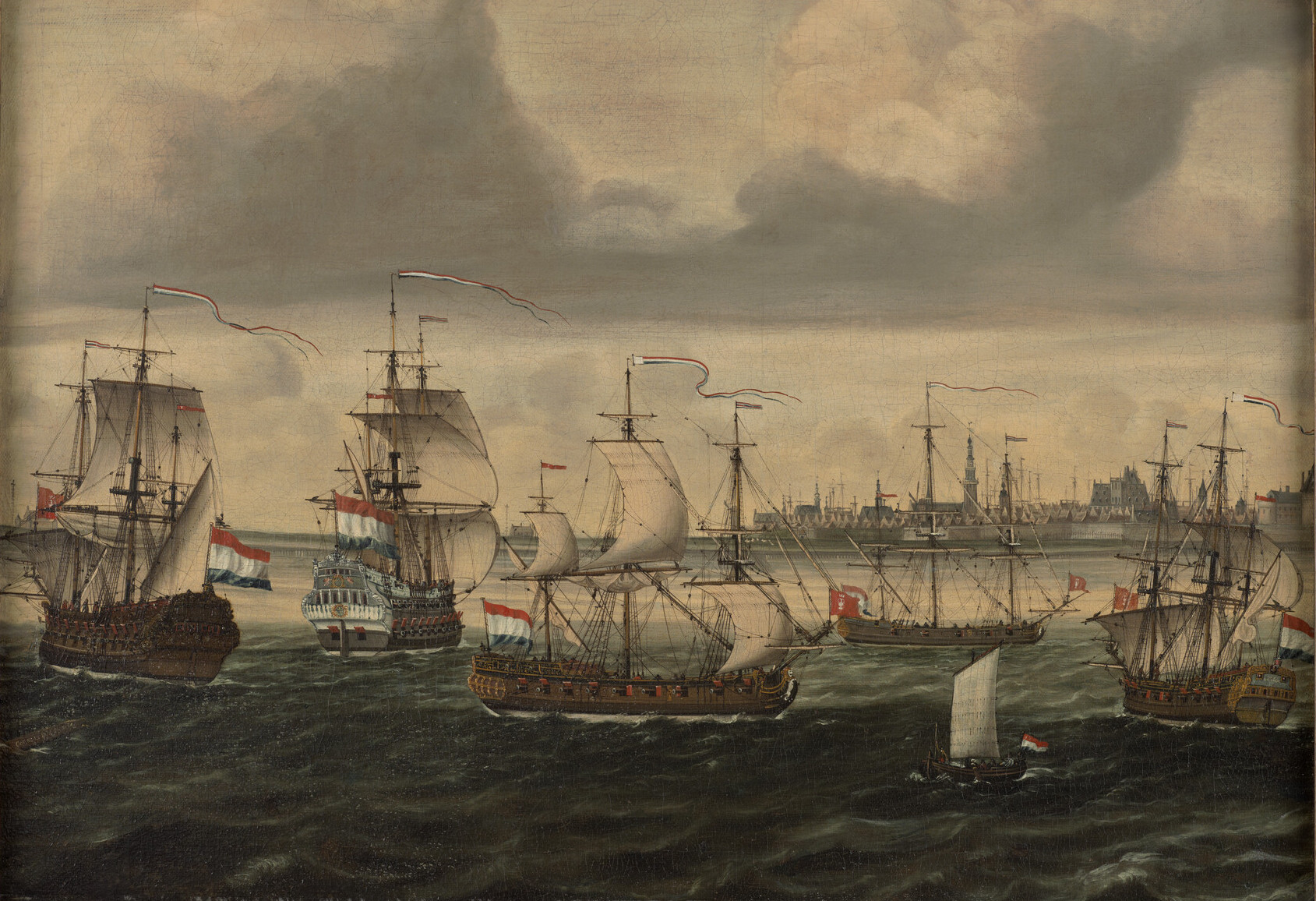
A chegada do navio de guerra francês Le Bourbon ao ancoradouro de Flessingue.

A Baía de Vigo foi um grande desastre naval para os franceses: dos 15 navios da linha, 2 fragatas e um navio de fogos, nenhum escapou. Cinco navios foram capturados pelos ingleses e um pelos holandeses. Os restantes foram, seja pelos aliados ou pelos próprios franceses. Os espanhóis sofreram muito: dos três galeões e 13 navios mercantes de sua frota, todos foram destruídos, exceto cinco que foram tomados pelos aliados (pelo menos três deles foram capturados pelos ingleses). Em 24 de outubro, a maior parte dos danos estava completa. O que restou dos navios e das fortificações foi destruído pelo esquadrão do almirante Shovell, em 27 de outubro.
As perdas navais espanholas significaram uma dependência total da marinha francesa para manter as comunicações com as Américas. No entanto, o governo espanhol não sentiu nenhum golpe financeiro: ele possuía apenas dois dos três grandes galeões e nenhum dos navios mercantes. Aqueles que mais sofreram, não apenas com as perdas dos navios, mas também com a imensa mercadoria a bordo (pimenta, cochonilha, cacau, rapé, índigo, peles, etc.) foram os comerciantes privados. A notícia de que a frota do tesouro havia chegado em segurança a Vigo foi inicialmente motivo de comemoração para os mercadores da Holanda mas os relatos subsequentes da batalha foram recebidos com sentimentos mistos em Amsterdã, pois a riqueza capturada ou destruída pertencia tanto aos comerciantes ingleses e holandeses quanto aos espanhóis. O que o governo espanhol possuía era a prata, a maior parte da qual já havia sido descarregada dos navios antes do ataque dos Aliados, e foi finalmente depositada no castelo de Segóvia.
Os aliados, portanto, não capturaram tanta prata para si mesmos como muitas vezes se supunha. O Mestre da Casa da Moeda, Isaac Newton, declarou em junho de 1703 que o metal total entregue a ele até aquela data era cerca de 2.043 kg de prata e 3,4 kg de ouro, estimado em um valor de apenas 14.000 libras esterlinas. As moedas posteriormente cunhadas desses metais traziam a palavra VIGO abaixo do busto de Anne e são raras e valiosas.
Em fevereiro de 1703, Filipe V emitiu um decreto, como represália, para confiscar toda a prata que tinha vindo com a frota do tesouro pertencente aos ingleses e holandeses, totalizando quatro milhões de pesoss. Além disso, o rei decidiu tomar emprestado dois milhões de pesos do que tinha vindo para os comerciantes espanhóis e o Consulado de Sevilha. No total, Filipe conseguiu manter quase sete milhões de pesos, representando mais da metade da prata da frota, totalizando a maior soma da história obtida do comércio americano por qualquer rei espanhol. O resultado foi uma imensa sorte financeira para o rei espanhol.

### Tratado de Methuen
O sucesso naval em Vigo teve implicações consideráveis para a Grande Aliança. Na ascensão do Bourbon Filipe V ao trono espanhol, o rei Pedro II de Portugal, ansioso por permanecer amigo de seu vizinho mais poderoso, assinou uma aliança com a França em junho de 1701. Mas era a segurança do império ultramarino de Portugal que era mais importante do que sua fronteira interior. Para proteger as rotas comerciais de Portugal da América do Sul, os ministros em Lisboa sabiam da importância de se alinharem com o poder naval dominante no Atlântico. Após o sucesso de Rooke em Vigo, ficou claro que essa força naval repousava nas Potências Marítimas.
Em maio de 1703, os portugueses assinaram o Tratado de Methuen com a Inglaterra. "A preservação de nossas colônias ultramarinas torna indispensável para nós termos uma boa inteligência com as potências que agora possuem o comando do mar", comentou José da Cunha Brochado, o ministro português em Londres, "o custo é alto, mas para nós tal entendimento é essencial." Foi um triunfo aliado separar Portugal de sua aliança francesa. Com Lisboa como base, a frota aliada poderia dominar o Estreito de Gibraltar e prejudicar a ação francesa no Mediterrâneo. Mas a aliança com Portugal forçou uma grande mudança na estratégia dos Aliados: as Potências Marítimas agora se encontravam comprometidas com uma extensa campanha na Espanha, com um exército baseado em Lisboa, outro baseado a leste na Catalunha. A política acabaria se mostrando um fardo pesado e a causa de uma campanha desastrosa na península. No entanto, a longo prazo, as disposições comerciais dos tratados provariam ser um componente essencial da riqueza da Grã-Bretanha. A vitória naval em Vigo, portanto, fez uma contribuição indireta, mas poderosa, para a prosperidade da Grã-Bretanha no século XVIII.

### Tesouro afundado
Os esforços para recuperar o tesouro afundado começaram quase imediatamente e continuaram por séculos. Após suas tentativas iniciais falharem, o governo espanhol contratou empreiteiros privados para recuperá-lo, mas esses também não tiveram sucesso. Em 1728, um francês chamado Alexandre Goubert conseguiu trazer um navio quase completamente para a costa, mas abandonou seus esforços quando ficou claro que era um navio de guerra francês sem tesouro. Uma expedição inglesa em 1825, liderada por William Evans utilizou um sino de mergulho, e ao longo de um ano conseguiu recuperar pequenas quantidades de prata, balas de canhão e outros itens. Por volta do mesmo período, um grupo que se autodenominava The American Vigo Bay Treasure Company fez uma tentativa malfadada de levantar um navio, destruindo-o. Décadas depois, Cavalier Pino, usando sua invenção, o hidroscópio, escaneou o local e mapeou vários navios. Com uma série de experimentos cuidadosos conseguiu recuperar vários canhões e madeira preservada.
Em 10 de agosto de 1990, após serem pesquisados por varredura lateral de sonar em nome do 5º Centenario (Comemoração do 500º aniversário da descoberta da América pelo Governo Espanhol), restos dos destroços do Santo Cristo de Maracaibo foram encontrados nas Ilhas Cíes por um submarino R.O.V. a 79 metros de profundidade. O contratante foi Hidrografic S.A., Tarragona, Surveyor e R.O.V. Piloto: Olaf Hingst, Vessel: 'Potela Seis', Vigo.

## Na cultura popular

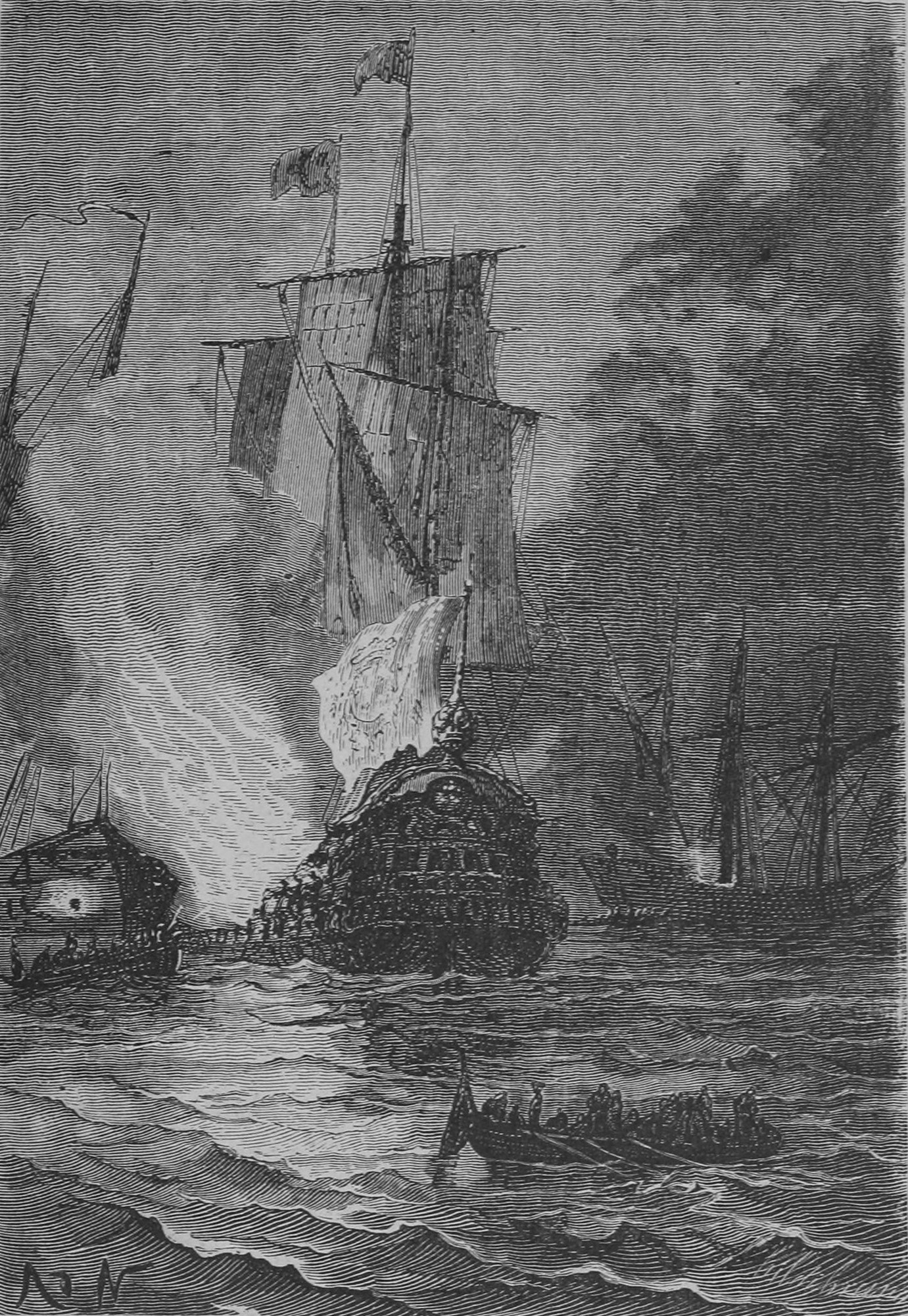
A Batalha da Baía de Vigo conforme retratada por Alphonse de Neuville em Vinte Mil Léguas Submarinas.

Na Holanda, a batalha, e mais especificamente a captura do tesouro espanhol, foi mencionada em uma balada popular Een Nieuw Lied van den Spaensche Zilvervloot ("Uma Nova Canção sobre a Frota de Prata Espanhola"), publicada em anos subsequentes durante o século XVIII. 
A batalha é mencionada no romance de Júlio Verne de 1870 Vinte Mil Léguas Submarinas. O protagonista do livro, Capitão Nemo, obtém sua riqueza e o financiamento para seu submarino Nautilus das cargas dos navios afundados pela frota da Grande Aliança durante a batalha, que são descritos como nunca tendo descarregado seu tesouro e como sendo facilmente acessíveis aos mergulhadores.